# باتيار

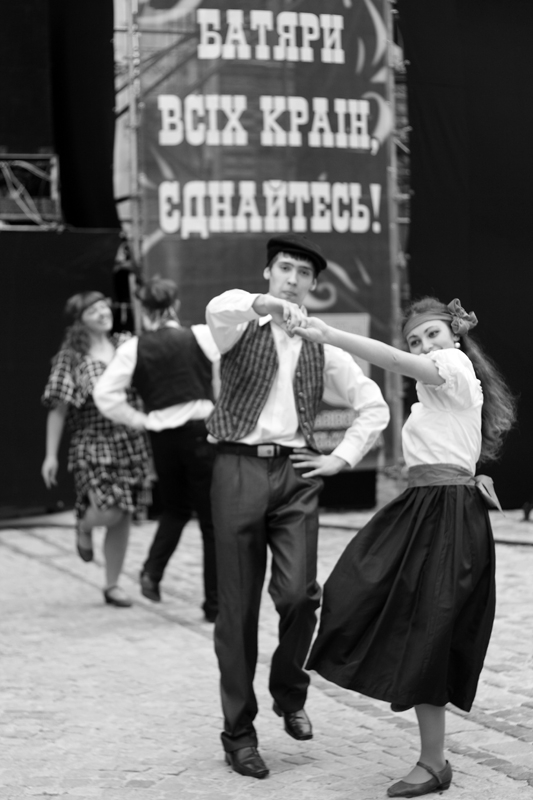
احتفالات يوم باتيار

باتيار ( يتم تهجئتها أحيانًا باسيار baciar )، هو اسم شائع لفئة معينة من سكان مدينة لفيف. تعتبر جزءًا من الثقافة الفرعية للمدينة، نمط حياة "كناجبا" لفيف، وأصبحت ظاهرة في بداية القرن العشرين؛ على الرغم من أن جذورها تعود إلى منتصف القرن التاسع عشر. ضعُفت بعد الاحتلال السوفيتي لبولندا الشرقية، وضمها إلى الاتحاد السوفيتي؛ كجزء من جمهورية أوكرانيا الاشتراكية السوفياتية في عام 1939م، ومرة أخرى في عام 1945م. طردت السلطات السوفيتية معظم السكان البولنديين، وقمعت الثقافة البولندية المحلية. ومع ذلك، استمر استخدام المصطلح، وهو مصطلح شائع في لفيف اليوم. منذ عام 2008م؛ تحتفل لفيف "بيوم باتيار الدولي"، الذي بدأته شركة "ديك آرت" بالتعاون مع مجلس مدينة لفيف.

## التاريخ
كان اسم سكان الطبقة الأدنى من لواو ("النخبة في شوارع لفيف"). تحدث الباتيارون لكنتهم المميزة من اللغة البولندية، والتي كانت تسمىBałak ؛ وكانت مختلفة عن لهجة لواو. في التصور العام؛ كان الباتيار عادة يواجه تحديات مالية، لكنه مواطن حضري صادق وكريم؛ مع روح الدعابة. من بين أشهر الباتيارون، كانت هناك أسماء مثل الشخصيات الإذاعية كازيميرز فايدا وهنريك فوجلفانغر من برنامج إذاعي ذو الشعبية العالية ويسوا لووسكا فالا، وكذلك نجم كرة القدم ميخائيل ماتياس، الذي لعب لـ بوجو لوف والمنتخب الوطني البولندي.
الاسم لا يزال قيد الاستخدام المحلي، ولكن باللغة الأوكرانية الآن. الباتيارون الآن هم المستهترون من بيمنتة الأوكرانية، كما يُشار إلى غاليسيا الشرقية في بعض الأحيان، ويمكن التعرف عليهم بسهولة من خلال الأخلاق الرائعة، والملابس الأنيقة، والسمة الإلزامية لكل باتياري، الـلياسكا ( عصا المشي).

## باتيار من القرن الحادي والعشرين
تستمر الثقافة الحضرية الفرعية في لفيف اليوم في التطور بأساليب مختلفة نابعة عن اختمارها. ومن بين أبرز الممثلين فوفا زي لـ فوفا و أُورست ليوتيي والعديد من الممثلين الآخرين.